# Calanthemis gabonicus
Calanthemis gabonicus är en skalbaggsart som först beskrevs av Thomson 1858.  Calanthemis gabonicus ingår i släktet Calanthemis och familjen långhorningar.
Artens utbredningsområde är Gabon. Inga underarter finns listade.